# With the Lights Out
Albums de Nirvana
Nirvana
(2002) Sliver: The Best of the Box
(2005)
With the Lights Out est un coffret de 3 CD et 1 DVD du groupe de grunge américain Nirvana, sorti en novembre 2004. Le nom de la compilation (Avec les lumières éteintes en anglais) fait allusion à un passage de Smells Like Teen Spirit (« with the lights out, it's less dangerous »), le titre qui a révélé le groupe au grand public. Elle se compose principalement de versions inédites, souvent lo-fi, de certaines chansons.

## Liste de titres

### Disque 1
- Concert du 7 mars 1987 à Raymond, Washington. (Premier concert de Nirvana)

1. "Heartbreaker" (John Bonham/ John Paul Jones/ Jimmy Page/ Robert Plant) – 2:59

- Session radio du 6 mai 1987 à KAOS 89.3 FM, Olympia, Washington. (Première session radio de Nirvana)

1. "Anorexorcist" (a.k.a. "Annorexorcist") – 2:44
2. "White Lace and Strange" (Chris Bond) – 2:09
3. "Help Me, I'm Hungry" (a.k.a. "Vendetagainst") – 2:41

- Répétition de groupe de l'été 1987 à Aberdeen, Washington.

1. "Mrs. Butterworth" (a.k.a. "Unknown #2")  – 4:05

- 23 janvier 1988 Session studio aux Reciprocal Studios, Seattle, Washington. Producteur : Jack Endino. (Première session studio de Nirvana)

1. "If You Must"  – 4:01
2. "Pen Cap Chew" – 4:02

- Concert du 23 janvier 1988 au Community World Theatre, Tacoma, Washington.

1. "Downer" – 1:43
2. "Floyd the Barber" – 2:33
3. "Raunchola" (a.k.a. "Erectum")/ "Moby Dick" ("Moby Dick" - John Bonham/ John Paul Jones/ Jimmy Page) – 6:24

- 1987–1988 enregistrements solo 4 pistes à domicile, Aberdeen, Washington.

1. "Beans" – 1:32
2. "Don't Want It All" (a.k.a. "Seed") – 2:26
3. "Clean Up Before She Comes" – 3:12
4. "Polly" – 2:30
5. "About a Girl" – 2:44

- 6 juin 1988 Session studio aux Reciprocal Studios, Seattle, Washington. Producteur : Jack Endino

1. "Blandest" – 3:56

- Session studio du printemps 1989 à l'Evergreen State College Audio Studio, Olympia, Washington. Producteur : Greg Babior.

1. "Dive" (Kurt Cobain/ Krist Novoselic) – 4:50

- 20/28 août session studio aux Reciprocal Studios, Seattle, Washington. Producteur : Jack Endino. (Session en studio pour "The Jury", un groupe de reprises de Lead Belly avec des membres de Nirvana et des Screaming Trees)

1. "They Hung Him on a Cross" (Huddie Ledbetter) – 1:57
2. "Grey Goose" (Huddie Ledbetter)  – 4:36
3. "Ain't It a Shame" (Huddie Ledbetter)  – 2:01

- Session de septembre 1989 en studio aux Music Source Studios, Seattle, Washington. Producteur : Steve Fisk.

1. "Token Eastern Song" – 3:21
2. "Even in His Youth" – 3:12
3. "Polly" – 2:36

### Disque 2
- 25 septembre 1990, session radio solo sur The Boy Meets Girls Show, KAOS 89.3 FM, Olympia, Washington. Animateur: Calvin Johnson.

1. "Opinion" – 1:34
2. "Lithium" – 1:49
3. "Been a Son" – 1:12

- Démonstrations à domicile enregistrées en boombox en 1990, Olympia, Washington.

1. "Sliver"  – 2:09
2. "Where Did You Sleep Last Night" (traditional) – 2:31

- Du 2 au 6 avril 1990, session studio aux Smart Studios, Madison, Wisconsin. Producteur : Butch Vig.

1. "Pay to Play" (early version of "Stay Away") (previously released on DGC Rarities: Volume 1 in 1994)  – 3:29
2. "Here She Comes Now" (John Cale/ Sterling Morrison/ Lou Reed) (previously released on split-single with the Melvins in 1991)  – 5:01

- Avril 1991 Démo de 4 pistes, San Francisco, Californie. Comprend Dale Crover à la batterie et Dave Grohl à la basse.

1. "Drain You" – 2:38

- 1er janvier 1991, session en studio aux Music Source Studios, Seattle, Washington. Producteur : Craig Montgomery.

1. "Aneurysm" (Kurt Cobain/ Dave Grohl/ Krist Novoselic) (previously released on "Smells Like Teen Spirit" single in 1991)  – 4:47

- Répétition du groupe en mars 1991, Tacoma, Washington.

1. "Smells Like Teen Spirit" (Kurt Cobain/ Dave Grohl/ Krist Novoselic)  – 5:40

- Session de mai-juin 1991 aux Sound City Studios, Van Nuys, Californie. Producteur : Butch Vig. (Session Studio pour Nevermind)

1. "Breed" (Butch Vig rough mix) – 3:07
2. "Verse Chorus Verse" – 3:17
3. "Old Age" – 4:20

- 3 septembre 1991, session radio aux studios Maida Vale, Londres, Angleterre. (Session de John Peel)

1. "Endless, Nameless" – 8:47
2. "Dumb" – 2:35

- October 21, 1990 radio session at Maida Vale Studios, London, England. (John Peel session)

1. "D-7" (Greg Sage) (previously released on "Lithium" single in 1992)  – 3:46

- 7 avril 1992, session au Laundry Room Studios, Seattle, Washington. Producteur : Barrett Jones.

1. "Oh, the Guilt" (alternate mix of previously released song on split-single with the Jesus Lizard in 1992)  – 3:25
2. "Curmudgeon" (alternate mix of previously released song on "Lithium" single in 1992) – 3:03
3. "Return of the Rat" (Greg Sage) (alternate mix of previously released song on Eight Songs for Greg Sage and the Wipers in 1993)  – 3:09

- Session de mai-juin 1991 aux Sound City Studios, Van Nuys, Californie. Producteur : Butch Vig. (Session Studio pour Nevermind)

1. "Smells Like Teen Spirit" (Kurt Cobain/ Dave Grohl/ Krist Novoselic) (Butch Vig mix) – 4:59

### Disque 3
- Mai 1991 Démo à domicile enregistrée en boombox en solo, Los Angeles, Californie.

1. "Rape Me" – 3:23

- Du 25 au 26 octobre 1992, session studio aux Word of Mouth Studios (anciens Reciprocal Studios), Seattle, Washington. Producteur : Jack Endino.

1. "Rape Me" – 3:01

- Répétition de groupe en hiver 1992, Seattle, Washington.

1. "Scentless Apprentice" (Kurt Cobain/ Dave Grohl/ Krist Novoselic) – 9:32

- 19-21 janvier 1993 Session studio à Ariola Ltda BMG, Rio de Janeiro, Brésil. Producteur : Craig Montgomery.

1. "Heart-Shaped Box" – 5:31
2. "I Hate Myself and Want to Die" – 4:03 (mis-labeled as the "b-side" version)
3. "Milk It" – 4:34
4. "Moist Vagina" (a.k.a. "MV") – 1:56
5. "Gallons of Rubbing Alcohol Flow Through the Strip" (Kurt Cobain/ Dave Grohl/ Krist Novoselic) (previously released on non-U.S. versions of In Utero, 1993)  – 7:33
6. "The Other Improv" – 6:24

- Démos à domicile enregistréesen boombox en solo à l'automne ou à l'hiver 1992, Seattle, Washington.

1. "Serve the Servants" – 1:36
2. "Very Ape" – 1:52

- Démo à domicile enregistrée en boombox en 1993, Seattle, Washington.

1. "Pennyroyal Tea" – 3:30

- Du 12 au 26 février 1993, session studio aux Pachyderm Studios, Cannon Falls, Minnesota. Producteur : Steve Albini. (Session Studio pour In Utero)

1. "Marigold" (Dave Grohl) (previously released on "Heart-Shaped Box" single in 1993)  – 2:34
2. "Sappy" (previously released as "Verse Chorus Verse" on No Alternative in 1993)  – 3:26

- 5 février 1994 répétition du groupe au Pavilhão Dramático, Cascais, Portugal.

1. "Jesus Doesn't Want Me for a Sunbeam" (Eugene Kelly/ Frances McKee) – 3:57

- Démo à domicile enregistrée en boombox en 1994, Seattle, Washington.

1. "Do Re Mi" – 4:24

- Démo à domicile enregistrée en solo en 1993 ou 1994, Seattle, Washington.

1. "You Know You're Right" – 2:30

- Démo à domicile enregistrée en solo en 1991 ou 1992, Olympia, Washington ou Seattle, Washington.

1. "All Apologies" – 3:33

## DVD
- Maison de la mère de Krist en 1988
  - Love Buzz
  - Scoff
  - About a Girl
  - Big Long Now
  - Immigrant Song
  - Spank Thru
  - Hairspray Queen
  - School
  - Mr. Moustache
- 23/06/89 - Rhino Records, Westwood, Californie
  - Big Cheese
- In Bloom - Vidéo Sub Pop (1989)
- 16/02/90 - Bogart's, Long Beach, Californie
  - Sappy
- 22/09/90 - Garage international des sports automobiles, Seattle, Washington
  - School
- 10/11/90 - North Shore Surf Club, Olympia, Washington
  - Love Buzz
- 17/04/91 - O.K. Hôtel, Seattle, Washington
  - Pennyroyal Tea
  - Smells Like Teens Spirit
  - Territorial pissings
- 31/10/91 - Paramount Theater , Seattle, Washington
  - Jesus Don't Want Me For A Sunbeam
- 10/04/92 - Crocodile Cafe, Seattle, Washington
  - Talk To Me
- Janvier 1993 - BMG Ariola Studios (Rio de Janeiro, Brésil)
  - Seasons In The Sun